# Union Black
Union Black è il quarto album in studio del gruppo musicale britannico Skindred, pubblicato il 25 aprile 2011 dalla BMG e dalla 7pm Records.

## Il disco
Annunciato in via ufficiale il 10 novembre 2010 e originariamente previsto per il 2 maggio 2011, si tratta del primo album scritto e registrato dal gruppo nel Regno Unito. Secondo il cantante Benji Webbe, Union Black risulta essere «più oscuro e pesante rispetto a qualsiasi album precedente» da loro composto.
Per promuoverne l'uscita, l'8 marzo 2011 gli Skindred hanno reso disponibile per l'ascolto attraverso Myspace il brano Warning, che ha visto la partecipazione di Jacoby Shaddix dei Papa Roach; il relativo videoclip è invece uscito il 6 aprile. Il 1º luglio dello stesso anno è stato pubblicato il videoclip di Cut Dem, seguito il 18 maggio 2012 da quello di Game Over.

## Tracce
Testi e musiche dei Skindred, eccetto dove indicato.
1. Union Black – 1:11
2. Warning – 3:51 (Skindred, Jacoby Shaddix)
3. Cut Dem – 3:51
4. Doom Riff – 3:48
5. Living a Lie – 4:26
6. Guntalk – 4:02
7. Own You – 3:33
8. Make You Mark – 3:42
9. Get It Now – 4:59
10. Bad Man Ah Bad Man – 3:31
11. Death to All Spies – 5:05
12. Game Over – 4:12

Tracce bonus nell'edizione giapponese
1. 110% – 4:01
2. Game Over (Subsource Remix) – 3:50
3. Rat Race (Live Version) – 7:49
4. Game Over – 4:25 – video

Contenuto bonus nell'edizione deluxe
- CD

1. 110% (Bonus Track) – 4:01
2. Game Over (Bonus Track - Subsource Remix) – 4:11
3. Rat Race (Bonus Track - Live at HMV Forum London) – 7:49

- DVD

1. Warning
2. Cut Dem
3. Doom Riff
4. The Making of Cut Dem
5. Cut Dem (Live at HMV Forum London)
6. Warning (Live at Download Festival)
7. Nobody (Live at Polish Woodstock)
8. Rat Race (Live at HMV Forum London)

## Formazione
Gruppo
- Benji Webbe – voce, sintetizzatore
- Michael John "Mikeydemus" Fry – chitarra, voce
- Daniel Pugsley – basso
- Arya "Dirty Arya" Goggin – batteria

Altri musicisti
- Jacoby Shaddix – voce aggiuntiva (traccia 2)

## Classifiche
| Classifica (2011)          | Posizione massima |
| -------------------------- | ----------------- |
| Regno Unito                | 54                |
| Regno Unito (download)     | 56                |
| Regno Unito (independent)  | 8                 |
| Regno Unito (rock & metal) | 4                 |